# Otto Karl Bachmann
Otto Karl Bachmann (* 18. Februar 1877 in Hintersee-Prettin; † 18. Januar 1954 in Potsdam) war ein kommunistischer Politiker, Gewerkschafter und erster KPD-Bürgermeister einer Stadtgemeinde in Deutschland.

## Leben
Der aus einer Metzgerfamilie stammende Bachmann absolvierte eine Maurerlehre und war nach einigen Jahren der Wanderschaft zunächst in Chemnitz ansässig. Früh Gewerkschaftsmitglied, schloss er sich 1897 der SPD an und wurde 1908 hauptamtlicher Funktionär des freigewerkschaftlichen Bauarbeiterverbandes (BAV) in Breslau, von 1911 bis 1916 zweiter Sekretär des gewerkschaftlichen Ortskartells in Chemnitz.
Zum linken SPD-Flügel gehörend, lehnte Bachmann die Burgfriedenspolitik der Parteimehrheit während des Ersten Weltkrieges ab und schloss sich 1918 dem Spartakusbund und 1919 der KPD an. Während der Novemberrevolution war er Mitglied des Arbeiter- und Soldatenrates in Chemnitz und wurde 1919 Vorsitzender des Ortsvereins des BAV in der KPD-Hochburg Chemnitz, wobei er eng mit Heinrich Brandler zusammenarbeitete. 1921 wurde der Chemnitzer BAV gemeinsam mit anderen von der KPD dominierten Ortsvereinen seitens der sozialdemokratisch dominierten Gewerkschaftszentrale aus dem Verband ausgeschlossen, unter der Führung Bachmanns gründete sich der Rote Bauarbeiterverband, ab 1923 Verband der ausgeschlossenen Bauarbeiter Deutschlands, der Gewerkschaft stand Bachmann bis 1923 als Zentralsekretär und bis zu dessen Wiederanschluss an den BAV als Vorsitzender vor. Bachmann vertrat 1921 auch seinen Verband auf dem Gründungskongress der Roten Gewerkschafts-Internationale in Moskau und war ab 1922 in der Gewerkschaftsabteilung des KPD-Zentralkomitees tätig.
Im Juni 1927 wurde Bachmann bei den Kommunalwahlen im vogtländischen Oelsnitz zum Bürgermeister gewählt. Damit war Bachmann das erste KPD-Mitglied, welches Bürgermeister einer deutschen Stadt wurde. Im März 1929 wurde er aus der KPD ausgeschlossen, da er die ultralinke Linie der Führung um Ernst Thälmann ablehnte und sich mit dem vorher ausgeschlossenen Heinrich Brandler solidarisiert hatte. Er schloss sich, gemeinsam mit dem Gros der örtlichen KPD der KPO um Brandler und August Thalheimer an und blieb bis 1933 Bürgermeister von Oelsnitz.
Nach der Machtübernahme der NSDAP wurde Bachmann am 8. März 1933 verhaftet, da er eigenhändig die Hakenkreuzfahne vom Rathaus entfernt hatte und bis Februar 1934 im KZ Schloss Osterstein/Zwickau gefangen gehalten. Nach seiner Freilassung zog Bachmann nach Berlin, wo er wieder als Maurer arbeitete und in einer Widerstandsgruppe um den ebenfalls aus der KPO stammenden Jakob Schloer aktiv war.
Nach der Befreiung 1945 war Bachmann kurzzeitig Bürgermeister von Eggersdorf  und trat wieder der KPD bei. 1946 wurde er nach  der Zwangsvereinigung von SPD und KPD Mitglied der SED und stand ab Herbst 1945 der IG Bau und Holz im FDGB im Land Brandenburg vor. Er legte seine Funktion 1949 alters- und krankheitsbedingt nieder und entging somit den SED-internen Säuberungen gegen ehemalige KPO-Mitglieder zu Beginn der fünfziger Jahre.